# デスクトップ仮想化
デスクトップ仮想化（デスクトップかそうか; desktop virtualization）とは、クライアント仮想化とも呼ばれるが、クライアントサーバモデルで、仮想化を使い複数のデスクトップ環境を実行すること。
仮想デスクトップインフラストラクチャー (VDI; virtual desktop infrastructure もしくは virtual desktop interface) とは、仮想環境のためのハードウェアとソフトウェアを含むデスクトップ仮想化のためのサーバーシステムを指す。デスクトップ環境をサーバー側で実行するかクライアント側で実行するかでリモートデスクトップ方式とクライアントハイパーバイザー方式に分かれる。インターネット越しにパブリック・クラウドから提供した場合 DaaS (Desktop as a Service) と呼ばれる。リモートデスクトップ方式はプレゼンテーション仮想化と呼ばれることもある。在宅勤務やリモートワークでのセキュリティを確保するために用いられることが多い技術である。

## リモートデスクトップ方式
多くのこの技術の企業向けの実装は、仮想化されたデスクトップを、リモートのクライアントのローカルストレージではなく、リモートの中央サーバーで走らせる。それ故、ユーザーが使用する際は、すべてのプログラムやデータはサーバー上で実行・保管される。画面をリモートデスクトップとしてクライアントに転送する。これにより、スマートフォン・タブレット・シンクライアントなど、そのハードウェアの性能を超えるマシン上でOSやアプリケーションを実行できる。製品としてはVMware Horizonなど。

## クライアントハイパーバイザー方式
いくつかの仮想化プラットフォームはパソコンなどのローカルハードウェアでハイパーバイザーを使って複数の仮想マシンを同時に走らせることが出来る。この手法はクライアントハイパーバイザーと呼ばれる。仮想マシンイメージは、中央サーバーで作られ、管理されるため、デスクトップ仮想マシンへの変更は、それを利用するすべてのユーザーのマシンにネットワークを通じて反映されるため、ローカルで実行することによるポータビリティとマシンイメージを集中管理するメリットの両方が得られる。しかし、この方式は、ローカルで仮想マシンのイメージを実行するために、より高性能なハードウェア環境が必要なため、純粋なクライアント・サーバー型に比べてポータブルではない。また、この方式はサーバーを構築せずに利用可能であり、小さな組織や個人などが、複数のデスクトップ仮想マシンを柔軟に利用できるというメリットがある。

## 定義
デスクトップ仮想化は、システム環境の全ての情報へのアクセス、もしくは、システム環境自体を、リモートのクライアントデバイスにパッケージ化して届ける技術を含む。クライアントデバイスは元のデスクトップ環境から全く異なるハードウェアアーキテクチャで利用したり、全く異なるOS上で動作させたりすることがある。
デスクトップ仮想化モデルは、複数の利用者が、個人ごとに異なるデスクトップを、1つの中央管理されたサーバー上で利用できる。中央サーバーは会社内だったりデータセンターにあったりする。利用者は地理的に分離しても良いが、中央サーバーとLANやインターネットなどのネットワークでつながっている必要がある。

## 長所と短所
デスクトップ仮想化固有のリソース共有モデルは、コンピュータが個別のオペレーティングシステム・周辺機器・アプリケーションの完全自己完結型ユニットとして動作する従来のモデルに対して利点がある。必要に応じてユーザーにリソースが割り当てられ、またリソースを共有することができるため、全体として、ハードウェアの費用が減少する可能性がある。すべてのデータがデータセンター内で維持され、バックアップすることができるため、仮想化は、潜在的にユーザー情報のデータの整合性を向上させる。
利点は以下のものを含む：
- デスクトップイメージが管理可能
- 新しいデスクトップ環境をよりシンプルに提供（プロビジョニング）
- 新しいアプリケーションを配備するコストの削減
- ハードウェア障害時のダウンタイムの短縮
- クライアントのデスクトップ設備のより長い買い替えサイクル
- 企業向けデスクトップ環境への安全なリモートアクセス
- リモートデスクトップ方式の場合、以下のものも加わる
  - ハードウェアコストの削減
  - クライアント側よりもより高性能な環境で実行可能

デスクトップ仮想化の制限事項：
- プリンタや他の周辺機器のドライバをセットアップして維持する上での課題
- 特定の複雑なアプリケーションを実行するのが困難（マルチメディアなど）
- ネットワークが適切に管理されていない場合の潜在的なセキュリティリスク
- ネットワーク障害が発生した場合、ダウンタイムの増加。クラスタファイルシステムの使用によって防ぐことができる。
- 企業内ネットワークまたはインターネットへの依存度の増大
- 複雑さとVDI導入および管理のコスト増[5]

## 参照
1. ↑  John Lamb (2009). The Greening of IT: How Companies Can Make a Difference for the Environment. Pearson Education. p. 95. ISBN 9780137150830 2010年4月12日閲覧. "[...] client, or desktop, virtualization. [...] The concept of client virtualization—often called thin-client computing—is not a new concept [...]"
2. ↑  “Virtual Desktop Interface”.   Networkworld.com. 2010年4月1日閲覧。
3. ↑  Cloud-based desktops a reality
4. ↑  Paula Rooney. “VMware, Linux ISVs Launch Alternative Desktop Models - Desktop Software”.   InformationWeek. 2010年3月17日閲覧。
5. ↑  Microsoft Windows Enterprise: Virtual Desktop Infrastructure VDI -- Virtual desktop infrastructure delivers the flexibility you need